# 贾高建
贾高建（1959年5月—），男，汉族，山西临汾人，中国马克思主义哲学专家，曾任中共中央编译局局长，中共中央党史和文献研究院副院长、中央编译局局长。